# Matt Smith
Matthew Robert Smith (født 28. oktober 1982) er en engelsk skuespiller, som er mest kendt for at spille den Den elvte Doktor i den britisk science fiction-serie Doctor Who. For den rolle modtog han i 2011 en BAFTA Award-nominering, en SFX-award i 2012 og to National Television Awards i henholdsvis 2012 og 2014.
Smith havde oprindeligt sat sig for at blive professionel fodboldspiller, men måtte afstå fra karrieren da han fik en slem rygskade. Dengang havde han allerede spillet for ungdomsholdene Northampton Town F.C. , Nottingham Forest F.C. og Leicester City F.C.
Senest har han medvirket i Terminator Genesys  i en rolle som bliver mere vigtig i løbet af den nye trilogi. I år 2016 kan man opleve Smith i gyser-udgaven af Jane Austen's fortælling om "Pride and Prejudice". Filmen hedder Pride and Prejudice and Zombies.

## Filmografi

### Film
| År   | Titel                           | Rolle                  | Noter                     |
| ---- | ------------------------------- | ---------------------- | ------------------------- |
| 2009 | Together                        | Rob                    | Short film                |
| 2010 | Womb                            | Thomas                 |                           |
| 2011 | Christopher and His Kind        | Christopher Isherwood  |                           |
| 2012 | Bert and Dickie                 | Bert Bushnell          |                           |
| 2013 | Cargese                         |                        | Kortfilm; Director        |
| 2014 | Lost River                      | Bully                  |                           |
| 2015 | Terminator Genisys              | Skynet/Alex/The T-5000 | Credited as Matthew Smith |
| 2016 | Pride and Prejudice and Zombies | Mr. Collins            |                           |
| 2017 | Patient Zero                    | Morgan                 | Post-production           |

### Fjernsyn
| År        | Titel                          | Rolle                                   | Notes                                 |
| --------- | ------------------------------ | --------------------------------------- | ------------------------------------- |
| 2006      | The Ruby in the Smoke          | Jim Taylor                              |                                       |
| 2007      | The Shadow in the North        | Jim Taylor                              |                                       |
| 2007      | Party Animals                  | Danny Foster                            |                                       |
| 2007      | Secret Diary of a Call Girl    | Tim                                     | 1 episode                             |
| 2007      | The Street                     | Ian Hanley                              | 2 episodes                            |
| 2009      | Moses Jones                    | DS Dan Twentyman                        |                                       |
| 2010–14   | Doctor Who                     | The Doctor                              | Serie 5–7, Serie 8 (cameo)            |
| 2010      | The Sarah Jane Adventures      | The Doctor                              | 2-delt episode: "Death of the Doctor" |
| 2013      | An Adventure in Space and Time | Sig selv                                | Cameo (ukrediteret)                   |
| 2013      | The Five(ish) Doctors Reboot   | Sig selv                                |                                       |
| 2016–2017 | The Crown                      | Philip Mountbatten, hertug af Edinburgh | Netflix-serie                         |
| 2019      | Official Secrets               |                                         |                                       |

### Videospil
| År   | Titel                                  | Rolle                        |
| ---- | -------------------------------------- | ---------------------------- |
| 2010 | Doctor Who: The Adventure Games        | The Doctor                   |
| 2010 | Doctor Who: Return to Earth            | The Doctor                   |
| 2010 | Doctor Who: Evacuation Earth           | The Doctor                   |
| 2012 | Doctor Who: The Eternity Clock         | The Doctor                   |
| 2015 | Lego Dimensions: Doctor Who Level Pack | The Doctor (arkivelyd brugt) |